# Atom Heart Mother
Atom Heart Mother peti je studijski album britanskog progresivnog rock sastava Pink Floyd. Album je 2. listopada 1970. u Ujedinjenom Kraljevstvu objavila diskografska kuća Harvest Records, a 10. listopada u SAD-u Capitol Records. Bio je snimljen u studiju Abbey Road Studios u Londonu i bio je prvi album grupe koji se našao na prvom mjestu ljestvice albuma u Ujedinjenom Kraljevstvu, dok se u SAD-u popeo na 55. mjesto, na koncu tamo postižući zlatnu nakladu. Remasterirano je CD izdanje bilo objavljeno dvaput; prvi put 1994. godine, a drugi put 2011. godine. Ron Geesin, koji je već prije radio s Rogerom Watersom i utjecao na njega, doprinio je naslovnoj pjesmi i njegovo se ime našlo na popisu zasluga, što je u ono vrijeme bila rijetkost za vanjske suradnike.
Naslovnicu albuma dizajnirao je Hipgnosis; ovo je bio prvi album na kojem se na naslovnici nije pojavilo ni ime grupe niti je igdje bila priložena fotografija njenih članova. Slična će se stvar događati i na naknadnim naslovnicama tijekom sedamdesetih i nadalje.
Iako je bio tržišno uspješan nakon objave, članovi sastava, posebice Waters i David Gilmour kasnije su izražavali svoje negativno mišljenje o njemu. Unatoč tomu, bio je dovoljno prihvaćen da bi Gilmour 2008. godine s Geesinom uživo izveo naslovnu skladbu.

## Snimanje
Pink Floyd počeo je raditi na albumu nakon što je u Rimu dovršio rad na skladbama za album filmske glazbe za film Zabriskie Point čije su sesije snimanja završile pomalo gorko. Vratio se u London početkom 1970. godine kako bi mogao uvježbavati novi materijal. Nekoliko je odbačenih skladbi iz rimskih sesija tijekom tih proba ponovno bilo iskorišteno, iako jedan njihov dio, poput pjesme "The Violent Sequence" koja će poslije postati "Us and Them", još neko vrijeme neće biti upotrebljen.

### Prva strana
Naslovna pjesma Atom Heart Mothera nastala je iz nekolicine instrumentala koje je sastav skladao tijekom navedenih probi, uključujući i progresije glavne teme koju je David Gilmour nazvao "Theme from an Imaginary Western" ("Tema izmišljenog vesterna"), a njena je najranija koncertna izvedba bila 17. siječnja 1970. na Sveučilištu u Hullu. Skupina je smatrala kako su koncerti razvili komad u izvedljivi oblik. Snimanje pjesme započelo je u Abbey Road Studiosu u Londonu i bilo je djelomično nespretno jer je u pitanju bila prva snimka koja se koristila novom trakom s osam kanala i tranzistoriziranim magnetofonom EMI TG12345 (s 8 kanala i 20 ulaza za mikrofon) u studiju te je zbog toga EMI inzistirao na tome da grupa ne isprepliće trake kako bi spojila dijelove glazbe. Zbog toga su Roger Waters i Nick Mason poimence trebali svirati bas-gitaru i bubnjeve sve 23 minute u jednom pokušaju. Ostali su instrumenti naknadno presnimljeni. Mason se prisjetio da je konačna prateća traka neprecizno pratila tempo i da je to poslije stvorilo probleme.
Skupina je do ožujka završila sa snimanjem skladbe, ali je smatrala da je bila neusredotočena i da joj je nešto nedostajalo. Koncertni menadžer The Rolling Stonesa, Sam Cutler, grupi je predstavio Rona Geesina. Sastav je, posebice Waters i Mason, bio impresioniran njegovim sposobnostima za skladanje i uređivanje traka. Geesinu su dali dovršene prateće trake koje je sastav snimio i zatražili ga da sklada orkestralni aranžman preko njih za vrijeme njihove američke turneje. Geesin je opisao skladanje i aranžiranje kao "prokleto puno posla. Nitko nije znao što želi, nisu znali čitati note …" Prema njegovim riječima, Gilmour je osmislio neke melodijske dionice, dok su njih dvojica zajedno s klavijaturistom Richardom Wrightom radili na srednjem dijelu skladbe sa zborom. Kad je u lipnju trebao snimiti svoj rad zajedno s EMI Pops Orchestrom, prisutni studijski glazbenici nisu bili zadivljeni njegovoj težnji da bude naklonjeniji avangardnoj glazbi nego afirmiranim klasičnim radovima i, u kombinaciji s relativnom složenošću nekih dijelova, počeli su ga uznemiravati tijekom snimanja. John Alldis, čiji je zbor također trebao nastupiti na skladbi, imao je iskustva s orkestralnim glazbenicima i uspio dirigirati snimljenom izvedbom umjesto Geesina.
Izvorno je ime skladbe bilo "The Amazing Pudding", iako ga je Geesinova izvorna partitura nazivala "Untitled Epic". Prerađena i unaprijeđena verzija (s Geesinovim napisanim dijelovima) bila je izvedena 27. lipnja na Bath festivalu blues i progresivne glazbe. Njeno ime bilo je promijenjeno nakon što ju je 16. srpnja 1970. sastav trebao izvesti za emisiju na BBC-jevom Radiju 1, a Johnu Peelu bio je potreban njen naziv kako bi ju mogao najaviti. Geesin je pokazao na primjerak Evening Standarda i predložio Watersu da u njemu nađe ime za skladbu. Naslov je bio: "ATOM HEART MOTHER NAMED", članak o ženi kojoj su ugradili elektrostimulator srca na nuklearni pogon.
Skladba na albumu prikazuje progresiju u usporedbi s prethodnim instrumentalima Pink Floyda kao što su "A Saucerful of Secrets" i raniji "Interstellar Overdrive". Suita "Atom Heart Mother" zauzima cijelu prvu stranu i podijeljena je u šest dijelova od kojih je svaki zasebno imenovan. Geesin je uvodnom dijelu, "Father's Shout", dao ime po Earlu "Fathu" Hinesu, dok su ostali nazivi poput "Breast Milkyja" i "Funky Dunga" bili inspirirani naslovnicom albuma. Orkestralni aranžman sadrži puni puhački orkestar, violončelo i šesnaestočlani zbor Johna Alldisa te oni izvode glavne melodije, a Pink Floyd uglavnom svira prateće dionice što je suprotno praksi pop glazbe 1960-ih godina u kojoj je orkestracija u pozadini, a rock sastav na čelu.

### Druga strana
Koncept albuma sličan je prethodnom albumu, Ummagummi, po tome što se na prvoj njegovoj polovici pojavljuje puni sastav, a u drugoj se usredotočuje na pojedinačne članove. Druga strana započinje trima petominutnim pjesmama: svaku je od njih napisao po jedan od triju glavnih autora pjesama grupe, a završava sa suitom sa zvučnim efektima kojima je uglavnom rukovodio Mason, ali je autorstvo bilo pripisano cijeloj grupi. Waters je albumu doprinio folk baladom pod imenom "If" na kojoj je svirao akustičnu gitaru. Pink Floyd rijetko je izvodio pjesmu uživo, ali ju je Waters često svirao na svojim samostalnim nastupima kako bi podržao svoj album Radio K.A.O.S. gotovo jedno desetljeće poslije. Tu pjesmu slijedi Wrightova "Summer '68" koja se također na nekim mjestima služi puhačkim orkestrom. Bila je objavljena 1971. godine kao singl u Japanu i bila je jedina pjesma na albumu koja nikad nije bila svirana uživo. Skladba je navodno o Wrightu i groupie na turneji, a njen je prvotni naziv bio "One Night Stand" ("Ljubav za jednu noć").
Prema Masonovim je riječima Gilmour u to vrijeme imao malo iskustva s autorstvom pjesama i bilo mu je naređeno da ostane u Abbey Roadu dok ne sklada pjesmu koja bi bila dovoljno prikladna za album. Osmislio je folk skladbu "Fat Old Sun" za koju i dalje tvrdi da mu je najdraža. Pjesma se često pojavljivala na koncertnom repertoaru sastava od 1970. do 1971. godine i često je bila izvođena na Gilmourovim samostalnim koncertima 2006. godine.
Konačna pjesma, "Alan's Psychedelic Breakfast", podijeljena je u tri dijela od kojih svaki ima opisno ime te ju prate dijalog i zvučni efekti tadašnjeg roadieja Alana Stylesa koji priprema i jede doručak i raspravlja o njemu. Ideja za uradak nastala je kad je Waters eksperimentirao s ritmom slavine koja je curila, nakon čega je Mason snimio zvučne efekte i dijalog u svojoj kuhinji i povezao ih s glazbenom izvedbom koja je bila snimljena u Abbey Roadu. Djelomično prerađena verzija bila je izvedena uživo 22. prosinca 1970. u Sheffield City Hallu u Sheffieldu; članovi sastava uzeli su pauzu između skladbi kako bi objedovali doručak. Izvorna ploča završava zvukom slavine koji se nastavlja sve do unutarnjih brazdi na ploči, trajući neodređeno dugo.
Izvorni je frontmen Pink Floyda, Syd Barrett, snimao svoj album Barrett uz pomoć Gilmoura i Wrighta otprilike u isto vrijeme kada je Pink Floyd snimao Atom Heart Mother. Katkad bi posjetio snimateljske sesije svojeg bivšeg sastava kako bi vidio što rade.

## Naslovnica
Izvorna naslovnica albuma, koju je dizajnirao umjetnički kolektiv Hipgnosis, prikazuje Holstein-Friesian pasminu krave koja stoji na pašnjaku, bez teksta ili bilo kakve druge indicije koja bi objasnila što se nalazi na albumu. Neka su kasnija izdanja dodala i naziv i ime izvođača na naslovnicu. Taj je koncept reakcija grupe na psihodelični space rock imidž koji joj se pripisivao u vrijeme objave albuma; sastav je želio istražiti razne vrste glazbe a da ne bude ograničen određenim imidžom ili stilom izvedbe, stoga je zatražio da njegov novi album na naslovnici prikazuje "nešto obično" što je na koncu postala slika krave. Storm Thorgerson, inspiriran poznatim "zidnim tapetama s likom krava" Andyja Warhola, izjavio je da se jednostavno odvezao do seoskog područja u blizini Potters Bara i fotografirao prvu kravu koju je vidio. Vlasnik krave rekao je kako je njeno ime "Lulubelle III". Više se krava pojavljuje na stražnjoj strani albuma, opet bez ikakvog teksta i naziva, ali i u padajućem omotu. Usto, rozi je balon u obliku kravljeg vimena popratio album kao dio Capitolove marketinške strategije kako bi SAD-u bolje predstavio grupu. Tekst u knjižici albuma na kasnijim CD inačicama nudi i recept za tradicionalnu svadbenu gozbu Beduina na kartici pod imenom "Breakfast Tips" ("Savjeti za doručak"). Osvrnuvši se na naslovnicu, Thorgerson se sjetio: "Mislim da krava predstavlja, u pogledu Pink Floyda, dio njegovog humora, za koji mislim da se često podcjenjuje ili se jednostavno ne piše o njemu."
Sredinom 1970-ih pojavio se bootleg slične naslovnice koji je sadržavao rijetke singlove i B-strane pod nazivom The Dark Side of the Moo. Na naslovnici, kao i na onoj Atom Heart Mothera, nije bilo nikakvog teksta, iako je u ovom slučaju vjerojatnije da je autor bootlega htio zaštititi svoju anonimnost, a ne izraziti se na umjetnički način. Naslovnica za The KLF-ov konceptualni album Chill Out također je bila inspirirana Atom Heart Motherom.

## Popis pjesama
| 1. | »Atom Heart Mother« (instrumental) | Nick Mason, David Gilmour, Roger Waters, Rick Wright, Ron Geesin | Zbor Johna Alldisa (vokali bez riječi) | 23:44 |

| Druga strana | Druga strana                                  | Druga strana                   | Druga strana        | Druga strana | Druga strana | Druga strana | Druga strana | Druga strana | Druga strana |
| Br.          | Skladba                                       | Autor                          | Glavni vokali       | Trajanje     |              |              |              |              |              |
| ------------ | --------------------------------------------- | ------------------------------ | ------------------- | ------------ | ------------ | ------------ | ------------ | ------------ | ------------ |
| 2.           | »If«                                          | Waters                         | Waters              | 4:31         |              |              |              |              |              |
| 3.           | »Summer '68«                                  | Wright                         | Wright              | 5:29         |              |              |              |              |              |
| 4.           | »Fat Old Sun«                                 | Gilmour                        | Gilmour             | 5:22         |              |              |              |              |              |
| 5.           | »Alan's Psychedelic Breakfast« (instrumental) | Waters, Mason, Gilmour, Wright | Alan Styles (govor) | 13:00        |              |              |              |              |              |
| 52:06        |                                               |                                |                     |              |              |              |              |              |              |

## Objava i recenzije
Atom Heart Mother bio je objavljen 2. listopada 1970. godine u Ujedinjenom Kraljevstvu i 10. listopada u SAD-u. Popeo se poimence na prvo i pedeset i peto mjesto ljestvica albuma u objema državama. Bio je objavljen u kvadrafonskom formatu u Ujedinjenom Kraljevstvu, Njemačkoj i Australiji. Remasterirano je CD izdanje bilo objavljeno 1994. godine u Ujedinjenom Kraljevstvu i SAD-u. Mobile Fidelity Sound Lab objavio je 24-karatni zlatni CD u SAD-u 1994. godine, a iste godine i LP inačicu. Remasterirana inačica bila je ponovno objavljena 2011. godine kao dio kampanje Why Pink Floyd...?. Nakon toga album je opet bio objavljen 2016. godine pod licencijom Pink Floyd Records.
Kritičari su oko suite uvijek bili podijeljeni, a svi su članovi sastava izrazili svoje negativno mišljenje o njoj u kasnijim godinama. Gilmour je izjavio da je album "hrpa smeća. Doista smo bili na niskoj točki" i da je album bio "po ideji dobar, ali užasan ... Atom Heart Mother zvuči kao da uopće nismo imali ikakvih ideja, ali smo postali plodniji nakon njega." Sličnim je riječima u intervjuu iz 1984. godine na BBC-jevom Radiju 1 Waters izjavio: "Da mi sad netko kaže – evo ti milijun funti, otiđi svirati Atom Heart Mother, rekao bih da se jebeno šali." Alec Dubro iz časopisa Rolling Stone napisao je negativnu recenziju za Atom Heart Mother, u konačnici izjavljujući: "Ako Pink Floyd traga za nekim novim dimenzijama, ovdje ih nije našao."

## Koncertni nastupi
Sastav je izvorno bio naklonjen izvođenju suite. Ranu je izvedbu pjesme 28. travnja 1970. godine snimio KQED, televizijska postaja iz San Francisca, te ju je izvodila samo skupina. Dvije glavne izvedbe odvile su se na Bath festivalu blues i progresivne glazbe 27. lipnja i "Blackhills Garden Partyju" u Hyde Parku 18. srpnja. Oba je puta Zbor Johna Alldisa i Puhački ansambl Philipa Jonesa podupro sastav. Poslije je grupa odvela puhački orkestar i zbor na turneju samo kako bi izvodili navedenu skladbu. Međutim, zbog toga je turneja počela gubiti novac i sastav je počeo nailaziti na probleme s unajmljenim glazbenicima, čiji su se članovi mijenjali između koncerata jer je grupa jednostavno zapošljavala bilo koga tko je bio slobodan što je, u kombinaciji s manjkom vježbe i problemima pri prilagođavanju mikrofona cijelom ansamblu, učinilo cijelu koncertnu izvedbu problematičnijom. Gilmour je poslije komentirao: "Neki su puhački glazbenici doista bili užasni". Prema Masonovim riječima, skupina je stigla na koncert u Aachenu, Njemačkoj, samo kako bi otkrila da je zaboravila ponijeti partituru, zbog čega je natjerala svog koncertnog menadžera Tonyja Howarda da se vrati u London i donese ju.
Kasniji aranžmani bez puhačkog orkestra i zbora, kao i skraćene izvedbe koje su trajale 15 minuta umjesto 25 zbog izostavljanja "kolažnih" sekcija i zaključne reprize glavne teme, ostali su u koncertnom repertoaru skupine do 1972. godine. Prva je izvedba suite The Dark Side of the Moon u Brightonu bila prekinuta dok je još bila u tijeku; nakon pauze, sastav je umjesto nje svirao Atom Heart Mother. Pink Floyd posljednji je put izveo suitu 22. svibnja 1972. godine na Olimpijskom stadionu u Amsterdamu, Nizozemskoj.

## Nasljeđe
Stanley Kubrick želio je iskoristiti naslovnu pjesmu u svom filmu Paklena naranča. Grupa nije pristala na to jer Kubrick nije znao koje dijelove glazbe želi i što bi želio napraviti s njima. Prisjetivši se tog događaja, Waters je izjavio: "Možda je i bolje da nije bila iskorištena". Unatoč tome album se može vidjeti u prodavaonici albuma koja se pojavljuje u jednoj filmskoj sceni.
Geesin je tijekom Chelsea Festivala izveo "Atom Heart Mother" s talijanskom tribute skupinom Mun Floyd dvije noći zaredom, 14. i 15. lipnja 2008. godine. Geesin ju je predstavio prezentacijom i govorio o njenoj povijesti. Za izvedbe bili su još zaslužni komorni zbor Canticum, puhački orkestar i violončelistica Caroline Dale koja je radila s Gilmourom. Druge se noći Gilmour pridružio Geesinu kako bi sudjelovao u izvedbi, koja je ovog puta bila produžena na trideset minuta trajanja.
Godine 2013. Geesin je objavio knjigu The Flaming Cow, koja je pratila njegovo iskustvo u radu s Pink Floydom, uključujući i stvaranje albuma iz njegove perspektive.

## Zasluge
| Pink Floyd - Roger Waters – akustična gitara i vokali (na pjesmi "If"), bas-gitara, efekti na trakama - David Gilmour – vokali, bas-gitara i bubnjevi (na pjesmi "Fat Old Sun"), gitara - Rick Wright – vokali (na pjesmi "Summer '68"), klavijature - Nick Mason – tonski snimatelj (na pjesmi "Alan's Psychedelic Breakfast"), bubnjevi, udaraljke Dodatni glazbenici - EMI Pops Orchestra – puhački orkestar - Hafliði Hallgrímsson – violončelo - Zbor Johna Alldisa – vokali - Alan Styles – glas i zvučni efekti (na pjesmi "Alan's Psychedelic Breakfast") | Ostalo osoblje - Peter Bown – tonski snimatelj - Alan Parsons – tonski snimatelj - Ron Geesin – orkestracija - James Guthrie – mastering (inačice iz 1994. godine) |